# 赤木完次
赤木完次（日语：／ Akagi Kanji，1933年4月3日—），日本前男子短跑运动员，曾代表日本参加1956年夏季奥运会短跑比赛。他曾获得1954年亚洲运动会男子400米金牌。